# Khalid Suliman
Khalid Suliman Abdi (in arabo خالد سليمان عبدي‎?; Doha, 7 febbraio 1987) è un cestista qatariota.

## Carriera
Con il Qatar ha disputato i Campionati mondiali del 2006 e sei edizioni dei Campionati asiatici (2003, 2005, 2007, 2009, 2013, 2015).